# Pluto sonnambulo
Pluto sonnambulo (The Sleepwalker) è un film del 1942 diretto da Clyde Geronimi. È un cortometraggio animato della serie Pluto, prodotto dalla Walt Disney Productions e uscito negli Stati Uniti il 3 luglio 1942, distribuito dalla RKO Radio Pictures. A partire dagli anni novanta è più noto col titolo Il sonnambulo.

## Trama
Pluto sta dormendo con un osso davanti a sé, quando l'affamata Dinah arriva e si mette a leccarlo. Pluto la caccia via, inseguendola fino alla sua cuccia. Quando torna a dormire, a causa del suo sonnambulismo, prende l'osso e lo porta a Dinah. In seguito si sveglia e (senza ricordarsi niente) torna a riprenderselo, credendo che la cagnetta l'abbia rubato. Quando il sonnambulo Pluto le dà l'osso per la seconda volta, Dinah decide di sotterrarlo, ma Pluto si sveglia e se ne accorge. Infuriato, distrugge la cuccia della cagnolina, e si accorge con dispiacere che essa era anche la casa dei cuccioli di Dinah. Si mette a piovere e Pluto, distrutto dal senso di colpa, ha l'idea di dare riparo a Dinah e i cuccioli nella sua cuccia, regalando loro anche tutti i suoi ossi. Dinah lo ringrazia leccandolo, e Pluto, con un'espressione sognante, si ripara dalla pioggia sotto un foglio di giornale.

## Distribuzione

### Edizione italiana
In Italia il film fu stato distribuito nel 1960 all'interno del programma I guai di Pippo, Pluto e Paperino.

### Edizioni home video

#### VHS
- Pluto amico quasi perfetto (febbraio 1995)[2]
- Topolino & C. avventure tutte da ridere (gennaio 2002)[3]

#### DVD
Il cortometraggio è incluso nel DVD Walt Disney Treasures: Pluto, la collezione completa - Vol. 1.